# Харитонівка (Прилуцький район)
Харито́нівка — село в Україні, в Прилуцькому районі Чернігівської області. Входить до складу Срібнянської селищної громади. Розташоване на лівому березі р. Галки (лівої притоки р. Лисогору), за 8 км від центру громади та за 11 км від автодороги Київ — Суми. Населення становить 488 осіб.

## Історія
Біля села виявлено поселення епохи бронзи і раннього заліза (2-1 тис. до н. е.), ранньослов'янського часу (3-5 ст.).
Вперше згадується 1666 року. Входила до Срібнянської, а з 1761 — до Друговарвинської сотні Прилуцького полку, до Глинського повіту Чернігівського намісництва, до Прилуцького повіту (1797—1923).
До 2017 року центр сільради, якій підпорядковувався хутір Скибівщина.

### Гетьманщина
1666  рік — 36 господарств селян, з них 15 орали «на 4-х волах» та 21 госп. — «на 2-х волах»; козаки не показані. Вільне військове село «до ратуші Срібнянської прислушаюче». 1730 гетьман Данило Апостол віддав його на уряд генеральному обозному Я. Лизогубу, за яким воно залишалося й 1737. У тому ж році — 69 госп. селян, 36 госп. козаків (13 виборних, 23 підпомічників) та З госп. козачих підсусідків. У 2-й пол. 18 ст. Харитонівка перейшла до Милорадовичів. В селі у 17-18 ст. діяла козацька школа.
1780 — 48 дворів (98 хат) селян, які належали майору(?) Андрію Милорадовичу, 3 двори (10 хат) підсусідків та 41 двір (71 хата) козаків. Діяла дерев'яна Іоанно-Предтечинська церква, побудована 1784 (перша церква збудована до 1666).

### Імперський період
1797 налічувало 708 душ чоловічої статі податкового населення.
У 19-20 ст. поміщиками у селі залишались Милорадовичі. 1859—243 двори, 1759 жителів. Згідно з реформою 1861 утворено Волосне правління
тимчасовозобов'язаних селян, якому підпорядковані 2 сільські громади (494 ревізьких душ). Козаки села підлягали Іванківському Волосному правлінню відомства Палати державного майна.
Після реорганізації волостей 1867 увійшла до Березівської волості 2-го стану. 1886 налічувалось 194 двори селян-власників, які входили до 2-х сільських громад (О. Милорадовича та М. Милорадовича), 124 двори козаків, 3 двори міщан та ін., 350 хат, 1913 жителів.; діяли: дерев. Іоанно-Предтечинська ц-ва (закрита за часів рад. влади), земське початкове однокласне училище (засн. 1860, у підпорядкуванні земства  — з 1872), 3 шинки, базар щочетверга, крамниця, кузня, 14 вітряків.
На 1903 р. в селі числилось понад дві з половиною тисячі мешканців. 1910 р.— 330 господарств, з них козаків — 112, селян 205, євреїв — 1, ін. непривілейованих — 2, привілейованих — 10, налічувалось 2013 жителів, у тому числі 12 теслярів, 18 кравців, 14 шевців, 1 столяр, 4 ковалі, 3 слюсарі, 1 чинбар, 50 ткачів, 3 візники, 52 поденники, 24 займалися інтелігентними та 304 ін. неземлеробськими заняттями, все інше доросле населення займалося землеробством. 2112 дес. придатної землі. Діяли: дерев'яна церква, земське початкове однокласне училище, в якому навчалося 99 хлопч. та 31 дівч. (1912), однокласна жіноча церковнопарафіяльна школа. В 1910 році її закінчило 6 дівчат з отриманням свідоцтва. Ще 35 навчалися. Знаходилася школа в церковному приміщенні, і це було не зручно. Навчання проводилося безкоштовно. Вчитель мав власну квартиру при школі.
Станом на 1911 рік - село Харитонівка Березівської волості Прилуцького повіту Полтавської губернії, населення 1658 осіб.

### Радянський період
При запровадженні округів у 1923 р. відійшла до Березівського району Роменського округу.
7 липня 1942 року розпорядженням німецького коменданта м. Срібного Брандау і старости села Харитонівка на примусові роботи в Німеччину було вивезено 65 жителів села віком від 16 до 49 років. 37 мирних жителів загинули в результаті діяльності окупаційної влади.
1996 року село мало 240 дворів, 555 жителів

## Уродженці
- Скорик Віталій Григорович (1986—2022) — лейтенант Збройних Сил України, учасник російсько-української війни, що загинув у ході російського вторгнення в Україну в 2022 році.